# Zmarli w roku 1802
Lista osób zmarłych w 1802:

## luty 1802
- 15 lutego – Ignacy Wyssogota Zakrzewski, pierwszy prezydent Warszawy[1]

## marzec 1802
- 13 marca – Józef Herman Osiński, polski pedagog, autor prac z dziedziny fizyki i chemii[2]

## kwiecień 1802
- 1 kwietnia – Joseph Duplessis, francuski malarz portrecista[3]

## lipiec 1802
- 22 lipca – Marie François Xavier Bichat, francuski lekarz[4]
- 24 lipca – Michał Sierakowski, polski biskup, konsyliarz konfederacji generalnej koronnej w konfederacji targowickiej[5]

## wrzesień 1802
- 24 września – Aleksandr Radiszczew (ros. Алекса́ндр Никола́евич Ради́щев), rosyjski pisarz, myśliciel[6]

## listopad 1802
- 2 listopada – Charles Victoire Emmanuel Leclerc, generał francuski z czasów rewolucji i wczesnych wojen napoleońskich[7]